# Sexualité infantile (psychanalyse)
Dès 1905, dans son ouvrage Trois essais sur la théorie sexuelle, Freud affirme l'existence de pulsions sexuelles « partielles » présentes dès les premiers âges. La sexualité infantile serait, selon lui, la clef de la compréhension de la sexualité et de la névrose chez l'adulte, mais aussi chez l'enfant (psychanalyse des enfants).

## Histoire

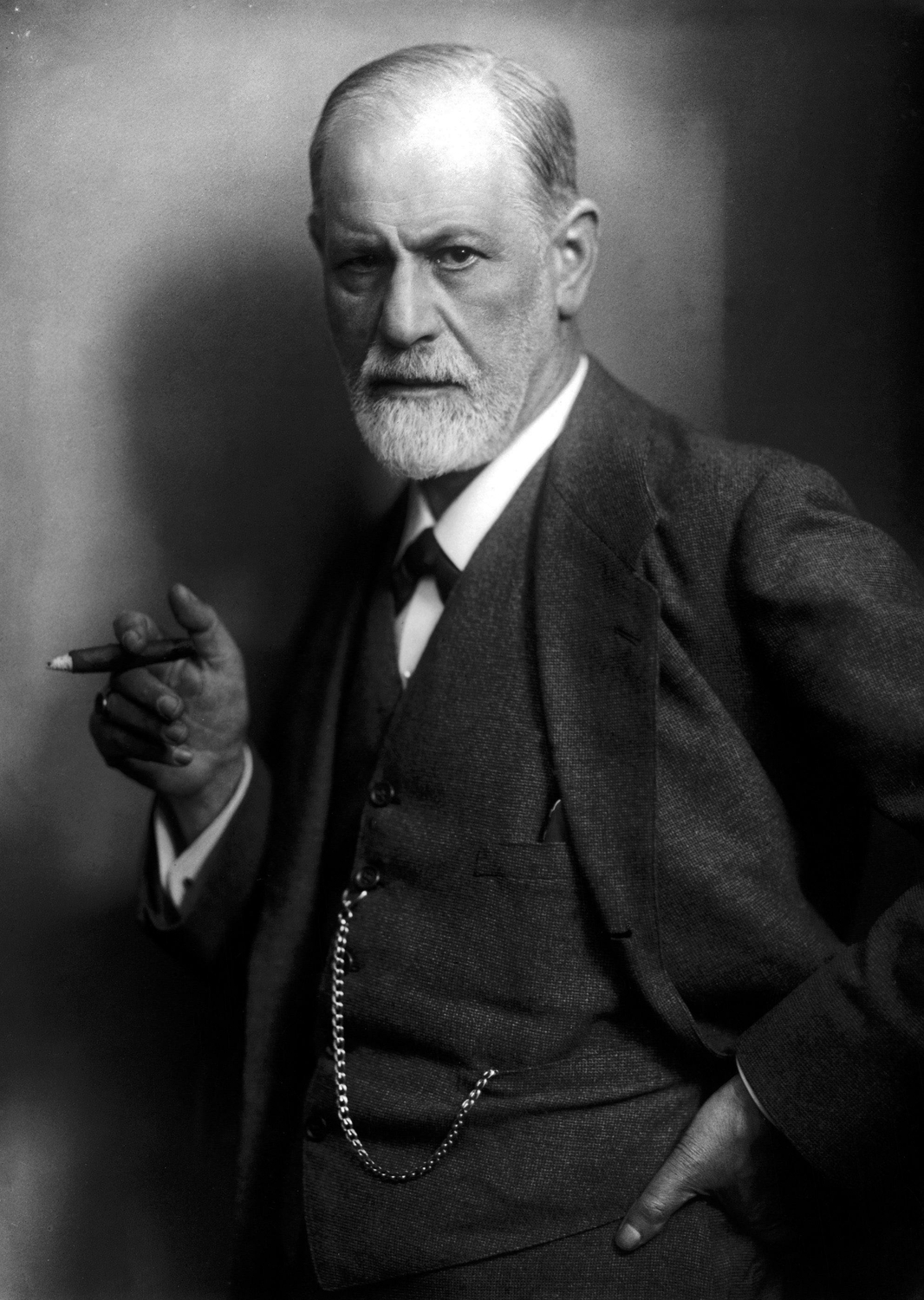
Sigmund Freud.

La  notion d'une « sexualité infantile » dans « un début de XXe siècle officiellement pudibond » a pu avoir « un certain parfum de scandale », quand parurent en 1905 les Trois essais sur la théorie sexuelle. « Le scandale des Trois Essais », écrivent Élisabeth Roudinesco et Michel Plon, « réside dans l'abandon de la conception sexologique de la sexualité [...] pour une approche psychique du sexuel. [...] En arrachant la libido sexualis à la jouissance des médecins, Freud en fait le déterminant majeur de la psyché humaine ».

### Origines

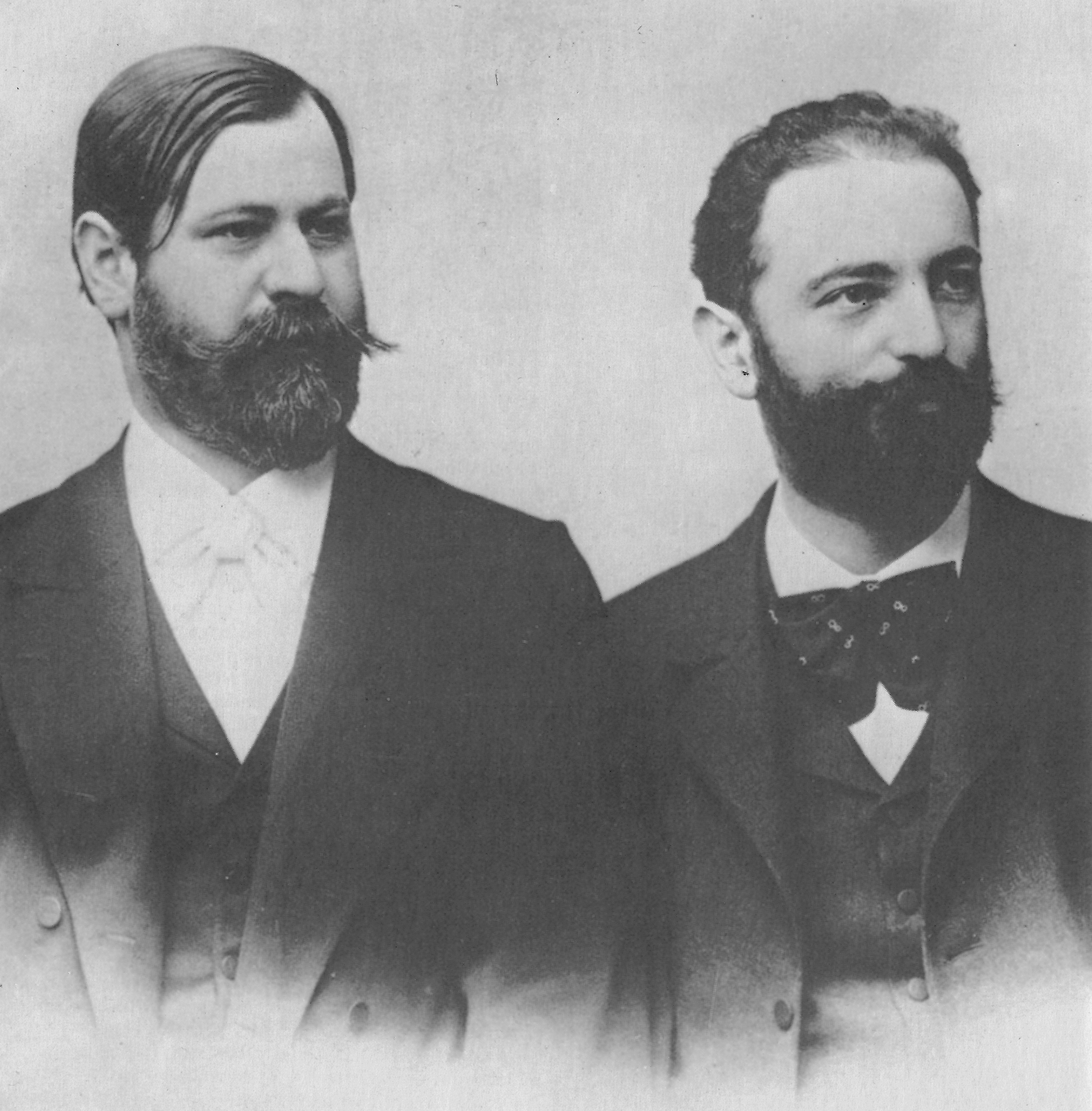
Freud et Wilhelm Fliess.

Sigmund Freud renonce en 1897 à sa 1re théorie de la sexualité élaborée au contact des hystériques à la fin du XIXe siècle, la théorie de la séduction dite aussi neurotica ; il y renonce faute de preuves sur la réalité d'une séduction par un père pervers ou son substitut adulte : la découverte de la psychanalyse proprement dite coïncide alors avec celle du fantasme au niveau de la réalité psychique de l'individu, comme refoulé de la sexualité infantile dans l'inconscient. C'est aussi le moment où Freud découvre l'Œdipe, que les psychanalystes français J. Laplanche et J.-B. Pontalis situeront en 1964 dans la catégorie des fantasmes originaires.

Élaborée à partir de 1882, la première théorie de la séduction annonce la découverte proprement dite de la « sexualité infantile », dans la mesure où les cas d'hystérie traités mettent en lumière de façon récurrente un ou plusieurs traumatismes sexuels survenus durant l'enfance (Exemple du « cas  Emma » dans L'Esquisse, qui illustre la notion de « traumatisme en deux temps » et informe celle du concept d'après-coup). Sa théorie des neurotica abandonnée, , Freud privilégie une théorie du « fantasme » que les faits soient réels ou non,.

### Freud, 1905: parution desTrois essais

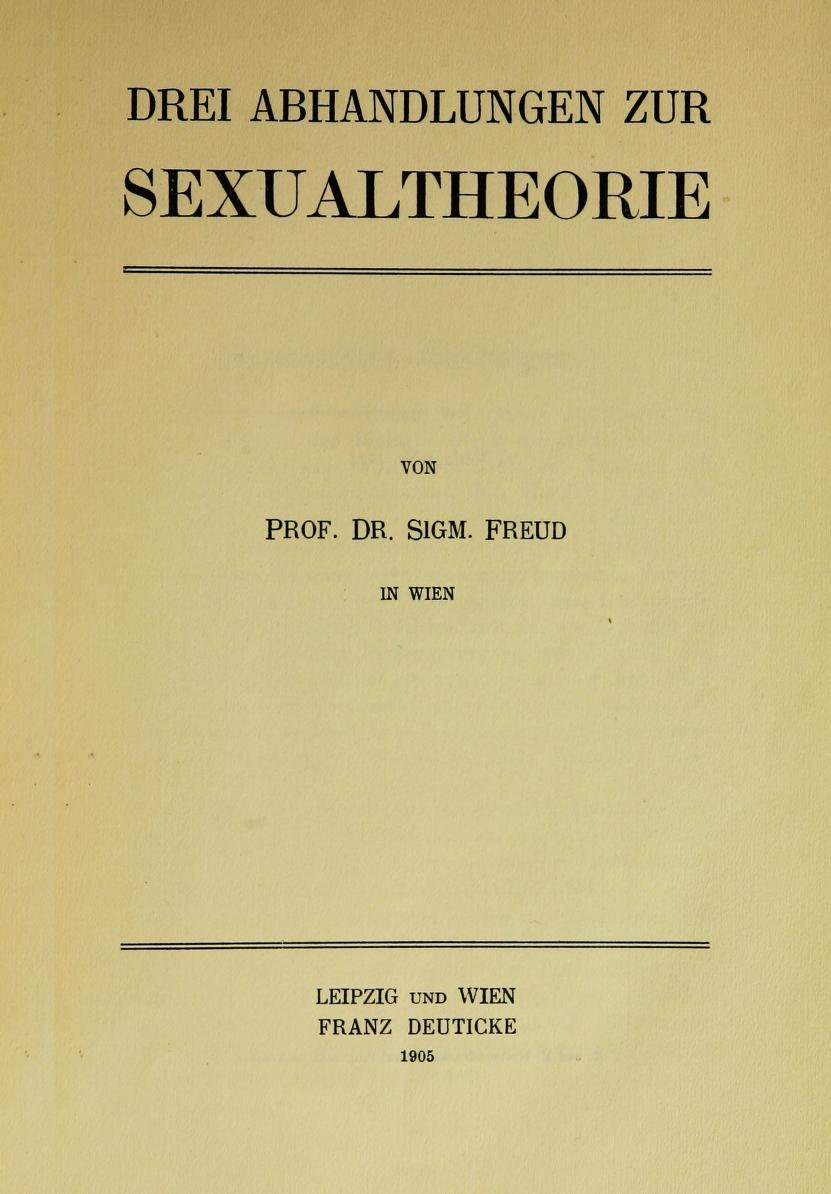
Couverture des Trois essais (1905).

Il présente en 1905 Trois essais sur la théorie sexuelle où il expose dans le premier essai les racines des pulsions sexuelles et les perversions, ces dernières étant selon lui le résultat d'une régression ou d'un refoulement insuffisant autorisant alors un détournement de cette énergie sexuelle.
Dans le deuxième de ces essais il présente l'histoire psychique de ces pulsions sexuelles sous l'angle nouveau de la sexualité infantile,, où il défend qu'« une bonne part des déviations qu’on peut observer plus tard par rapport à la vie sexuelle normale est déterminée d’emblée, aussi bien chez les névrosés que chez les pervers, par les impressions de la période infantile. »
Freud propose ainsi d'expliquer l'évolution de l'enfant par des caractères pulsionnels d'ordre sexuel qui vont muter et passant par plusieurs stades pour aboutir à la sexualité génitale, c'est d'ailleurs l'objet du troisième essai où il théorise cette dernière étape associée à la puberté ainsi que la notion de libido.
En réalité, ce qui fait l'objet de la « sexualité infantile » chez Freud au niveau de la 1re édition des Trois essais en 1905 n'inclut pas « tout ce qui paraissait bien connu, les “stades” du développement libidinal, le narcissisme, l'évolution progressive vers le primat génital », qui résultent d'ajouts ultérieurs (éditions de 1910, 1915, 1920, 1924).

### Reprise de la théorie de la séduction (Ferenczi)
Sándor Ferenczi reprend la théorie de la séduction sur la base du trauma dans son texte sur la Confusion de langue entre les adultes et l'enfant (1932).

### Théorie de la séduction généralisée (Jean Laplanche)
Tout en reconnaissant la reprise par Ferenczi de la première théorie de la séduction abandonnée par Freud en 1897, Jean Laplanche élargit la perspective freudienne du traumatisme en deux coups (cas Emma) et du concept d'après-coup  dans le cadre de la théorie de la séduction généralisée qu'il pose en 1987 dans son ouvrage Nouveaux fondements pour la psychanalyse: en référence à la lettre 52/112 de Freud à Fliess sur la traduction psychique, l'enfant herméneute est le traducteur des messages énigmatiques ou compromis avec l'inconscient de l'autre (adulte) qui les lui adresse ,.

## La pulsion sexuelle chez l'enfant
La notion de « sexualité infantile » est centrale, tant dans le cadre de la théorie de la sexualité que dans celui de la théorie psychanalytique qui en découle dans son ensemble, parce qu'elle est liée à la pulsion sexuelle qui se manifeste dès les premiers âges de la vie.

Sigmund Freud l'introduit ainsi en 1905 : « Si nous approfondissions les manifestations sexuelles de l'enfant, nous découvririons les traits essentiels de la pulsion sexuelle ; nous comprendrions l'évolution de cette pulsion et nous verrions comment elle puise à des sources diverses » Sigmund Freud (Trois essais sur la théorie sexuelle).

### Pulsions sexuelles
Freud, dans les Trois essais sur la théorie sexuelle, s'interroge sur les difficultés à admettre que les enfants aient des pulsions sexuelles (pulsions partielles et sexualité prégénitale) qui « s'assembleront », au cours du développement de l'être humain, sous le primat de la génitalité, pour aboutir à la sexualité adulte telle qu'elle est définie hors champ de la psychanalyse (en effet pour la psychanalyse le terme de sexualité ne se réduit pas à la sexualité génitale).
Ainsi, dans une lettre à Fliess écrit-il : « […] l'hystérie résulte d'un effroi sexuel présexuel, la névrose obsessionnelle, d'une volupté sexuelle présexuelle transformée ultérieurement en sentiment de culpabilité ».

Le « prégénital » est un adjectif employé « pour qualifier les pulsions, les organisations, les fixations, etc., qui se rapportent à la période du développement psychosexuel où le primat de la zone génitale n'est pas encore établi ».

Freud définit, en 1905, par la pulsion sexuelle, la « libido » (terme qu'il choisit préférentiellement à Lust qui, dans la langue allemande, signifie plutôt le « plaisir » et désigne au-delà du besoin vital la satisfaction ressentie et du coup le désir sexuel…) : la pulsion sexuelle s'étaie sur le besoin vital de la faim et ne se confond pas avec cette dernière.
Selon Freud l'adulte a « oublié » cette partie de sa vie (« amnésie infantile »), au sens où il a refoulé sa sexualité infantile dans l'inconscient.

### Stades du développement psychosexuel
La notion de stade est « commune à la biologie évolutionniste, à la psychologie et à la psychanalyse », dans la mesure où les trois disciplines différencient « des âges de la vie, des étapes ou des moments de l'évolution ».
C'est au chapitre intitulé « Phases de développement de l'organisation sexuelle » (ajouts ultérieurs à 1905) du deuxième essai sur « La sexualité infantile », que Freud entreprend de décrire les divers mécanismes pulsionnels élémentaires de l'enfant, dont les transformations aboutissent à la sexualité adulte (génitale) en passant par différents stades ou phases (stade auto-érotique, stade oral, stade anal) qui relèvent donc du « prégénital ».

Les stades observés dans le développement psycho-affectif de l'enfant, qui aboutissent ultérieurement à la sexualité adulte, constituent aussi une théorie psychanalytique sur la maturation de l'appareil psychique du point de vue épistémologique de la métapsychologie freudienne. La théorie psychanalytique entrerait dès lors en ligne de compte, comme y insistent certains auteurs, dans une « conception élargie de la sexualité, englobant les faits culturels et sociaux ».

La maturation de l'appareil psychique est ainsi présentée selon une suite de stades pulsionnels où l'organisation de l'affect est associée à une fonction incarnée par un organe sur lequel va se porter la charge émotive, affective, véhiculant la frustration ou le plaisir :
- Le stade oral, alimentation, incorporation
- Le stade anal, contrôle, rétention, autonomie
- Le stade phallique, associé au complexe d'Œdipe et à l'angoisse de castration
- Le stade de latence, lié à la pulsion de savoir
- Le stade génital, associé à la capacité de contrôle du désir

| Stade oral      | → | Stade anal (+ oral) | → | Stade phallique (+oral, +anal)       | → | Période de latence (+oral, +anal, +phallique) | → | Stade génital |
|                 |   |                     |   |                                      |   |                                               |   |               |
| Jusqu'à 18 mois |   | De 18 mois à 3 ans  |   | De 3 ans à 7 ans Situation œdipienne |   | Dès 7-8 ans                                   |   | Adolescence   |

La notion de sexualité s'entend pour Freud selon une conception extrêmement vaste de ce qui procure du plaisir (Lust). Par exemple, le rapport d'un bébé au sein en ce qu'il y trouve une satisfaction se retrouve dans le plaisir persistant chez l'adulte qui entretient ce rapport oral en buvant : « si… la signification érogène subsiste (à l'âge adulte) ces enfants deviendront de friands amateurs de baisers… ou, si ce sont des hommes, auront un sérieux motif pour boire et pour fumer ».

- Le « stade phallique » n'apparaît vraiment sous cette appellation qu'en 1923 dans le texte « L'organisation génitale infantile », bien que la notion de « phallicisme » soit déjà présente dans un ajout de 1915 aux Trois essais : Freud considère en effet que la libido est uniquement « de nature masculine (mâle), aussi bien chez la fille que chez le garçon »[23].

### Autoérotisme et narcissisme primaire

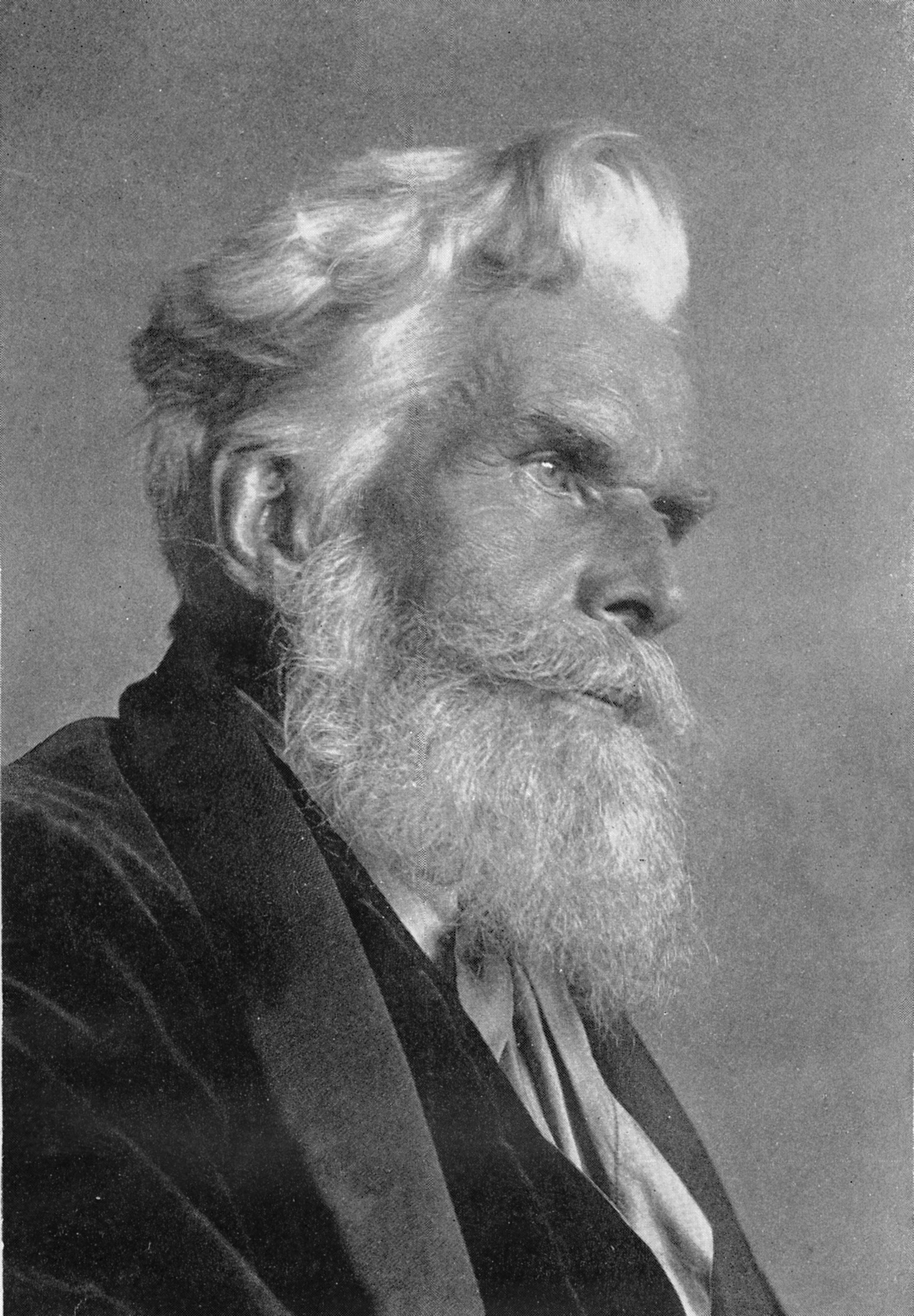
Havelock Ellis est l'auteur de la notion d'autoérotisme reprise par Freud.

La notion d'autoérotisme est empruntée par Freud au sexologue anglais Havelock Ellis avec qui il a correspondu.
C'est aussi un stade de développement, selon Freud, associé à l'investissement affectif et désordonné du corps selon des pulsions partielles. Ces investissements de l'affect seront réunis, organisés relativement à l'individu dans sa totalité au stade du narcissisme primaire.
Ainsi l'activité sexuelle infantile se caractérise-t-elle, toujours selon Freud, par le fait que l'enfant reporte son investissement sur son propre corps, en reproduisant et en déplaçant des affects. L'enfant cherche par exemple à reproduire le plaisir rythmique qu'il a éprouvé en tétant le sein maternel ou le biberon, et pour cela il utilise la lèvre, la langue, le gros orteil… pour répéter le "contact de succion" d'avec la zone orale qui a été satisfaite pendant la tétée. Il dit par exemple « il est clair…que l'acte de l'enfant qui suçote est déterminé par la recherche d'un plaisir déjà vécu…et désormais remémoré ».

L'activité au départ à finalité alimentaire (acte instinctuel) a permis au nourrisson d'investir d'une pulsion affective une partie du corps (pulsion partielle), la zone de la bouche (zone orale), lieu principal de l'activité du nourrisson. L'acceptation élargie de la sexualité à l'affect en général permet alors à Freud d'affirmer que l'activité sexuelle "s'appuie" sur une des fonctions servant à la vie et ne s'en affranchit que plus tard.

Pour Freud la sexualité infantile aurait donc trois caractéristiques :
- elle s'étaie (étayage) sur des fonctions physiologiques essentielles à la vie (l'alimentation, la défécation…)[25];
- elle n'est pas dirigée vers d'autres personnes, ne connaît pas d'objet sexuel autre que le corps propre de l'enfant, elle est donc essentiellement auto-érotique[26].
- « Le but sexuel de la pulsion infantile consiste à provoquer la satisfaction par la stimulation appropriée de telle zone érogène choisie d'une façon ou d'une autre »[27].

## «Sexualité perverse polymorphe» de l'enfant
Pour Freud, « de par la diversité et la polyvalence des zones érogènes investies par la pulsion » et « de par la diversité des modes de satisfaction », l'enfant « se caractérise par sa “disposition perverse polymorphe” ». Mais chez l'enfant, il s'agit « d'aspects normaux du développement psychosexuel », alors que chez le pervers adulte, il s'agit d'une « persistance anormale de ces caractères infantiles ».

## Le choix d'objet
Freud le met en rapport avec l'évolution de la libido: « le sujet passe de l'auto-érotisme au narcissisme, puis au choix homosexuel et enfin au choix hétérosexuel ».

Freud traite de « la découverte de l'objet » dans le dernier des Trois essais sur les « transformations de la puberté »: Roger Perron explique comment elle en représente le troisième thème après 1) l'intégration des pulsions et satisfactions partielles « sous le primat des zones génitales » qui « prennent alors rang de satisfactions préliminaires, précédant l'acte sexuel complet que constitue le coït et dont l'issue naturelle est l'orgasme »; 2) « la différenciation des sexes »  sur la base du monisme phallique de la libido (la sexualité féminine étant promise à devenir sujet à de très vives controverses). L'objet premier, que représente le sein de la mère, ayant été perdu depuis longtemps, la « découverte de l'objet » serait alors une « redécouverte » au moment de « l'investissement du partenaire sexuel après la puberté ». D'où la fameuse proposition de Freud selon laquelle « trouver l'objet sexuel n'est, en somme, que le retrouver ».

## Le complexe d'Œdipe
Freud découvre « l'Œdipe » au moment où il abandonne la première théorie de la séduction: on en trouve trace dans les Lettres à Fliess ainsi que dans L'interprétation du rêve, où il associe le « rêve typique »  de la « mort des personnes chères » à la « légende d'Œdipe », telle que la rapporte Sophocle dans Œdipe roi. C'est plus tard qu'arrivera la théorie du « complexe d'Œdipe », auquel se relie la théorie moniste de la libido sur la base d'un « primat du phallus » qui détermine la différence des sexes en psychanalyse, organisée par le complexe de castration.

Freud situe le complexe d'Œdipe environ à la phase phallique, bien que celle-ci soit préparée durant les phases orale et anale précédentes dans le développement psycho-affectif de l'enfant. Melanie Klein va avancer beaucoup plus tôt l'Œdipe, dès la plus petite enfance, en le reliant au premier objet que représente « le sein » de la mère.

## Évolution et pratique
Karl Abraham affine l' « organisation sexuelle prégénitale » établie par Freud en scindant en deux le « stade oral » et le « stade anal » (stade sadique-anal, stade de rétention): « pour chacune [des subdivisions] est caractéristique un comportement distinct à l'égard de l'objet ».
Karl Abraham influence Mélanie Klein, dont il est le second analyste, notamment sur le concept d'objet partiel. À partir du sein comme premier objet pour le nourrisson dans l'accession à l'objet total, celle-ci construit une théorie mise en pratique dans la cure psychanalytique d'enfants, en recourant à la technique du jeu. Elle va s'opposer  aux conceptions d'Anna Freud dans le domaine de la psychanalyse des enfants.
D'autres disciples de la théorie freudienne vont élaborer sur ces bases théoriques de la relation d'objet des théories plus générales  sur le développement psychique: René Spitz a mis en évidence le besoin relationnel de l'enfant dès le plus jeune âge.
Le pédiatre Donald Winnicott, dans la suite de Mélanie Klein, sera un des premiers à proposer une théorie du développement psychique depuis la naissance et l'auteur du concept de la mère suffisamment bonne.
Françoise Dolto, dans la suite de Jacques Lacan, va quant à elle travailler la notion d'image du corps, tout en défendant la reconnaissance de l'enfant en tant que personne (ou « sujet ») dès sa naissance.

## Réception et critiques

### Critiques

#### Scientifique
Des vérifications des travaux de Freud ont montré que les travaux originaux de Freud ne sont pas compatibles ou pas suffisant pour tirer les conclusions sur lesquelles il a construit ses théories. Freud a, de plus, occulté une partie des résultats de ses travaux sans le justifier. En conséquence, certains chercheurs qualifient les travaux de Freud de pseudoscience,.
Une critique habituelle de la validité scientifique (expérimentale) de la théorie de la psychologie freudienne du développement psychosexuel humain est que Sigmund Freud (1856-1939) était personnellement fixé sur la sexualité humaine ; par conséquent, il favorisait la définition du développement humain avec une théorie normative du développement psychologique et sexuel. Le stade phallique en particulier a été controversé, car était uniquement basé sur des pseudo observations cliniques du complexe Oedipus.
Dans « Analyse d'une phobie chez un garçon de cinq ans » (1909), une étude de cas du garçon "Little Hans" (Herbert Graf, 1903-73) qui était atteint d'équinophobie, Freud reconnaît lui-même qu'il doit suggérer au garçon beaucoup de choses « qu'il ne dit pas de lui-même » et qu' il faut lui présenter des « pensées à propos desquelles, il n'a montré aucun signe de possession ».
Beaucoup de critiques de Freud croient que les souvenirs et les fantasmes de la séduction infantile rapportés par Freud n'étaient pas de vrais souvenirs, mais des constructions que Freud a créées et imposées à ses patients. Selon Frederick Crews, la théorie de la séduction abandonnée par Freud à la fin des années 1890 a constitué un précédent à la vague des fausses allégations d'abus sexuels dans les années 1980 et 1990.

#### Féministe
Simultanément, la théorie du développement psychosexuel de Sigmund Freud est critiquée comme sexiste, parce qu'elle a été éclairée par son introspection (auto-analyse). Pour intégrer la libido féminine (désir sexuel) au développement psychosexuel, il propose que les filles développent une "envie pénienne". En réponse, la psychanalyste néo-freudienne allemande Karen Horney a contre-proposé que les filles développent plutôt une "envie de pouvoir", plutôt qu'une envie de pénis. Elle a en outre proposé le concept de "l'envie de l'utérus et du vagin", l'envie du mâle de la capacité de la femelle à avoir des enfants ; pourtant, les formulations contemporaines développent davantage cette envie du biologique (procréation) au psychologique (nurturance), l'envie du droit perçu des femmes à être le bon parent.
Les critiques des théories Freudiennes notent la totale absence de preuves empiriques venant la supporter, ainsi que son caractère irréfutable au sens de Karl Popper. De plus, cette théorie a été considérée comme anti-Féministe et allant contre le consensus scientifique en anthropologie.

#### Anthropologique
La critique contemporaine remet également en cause l'universalité de la théorie freudienne de la personnalité (Id, Ego, Surmoi) abordée dans l'essai Sur le narcissisme (1914), où il disait qu'"il est impossible de supposer qu'une unité, comparable à l'ego puisse exister chez l'individu dès le début". Les considérations culturelles contemporaines ont remis en question les présomptions normatives de la perspective psychodynamique freudienne qui considère le conflit entre fils et père du complexe œdipien comme universel et essentiel au développement psychologique humain.
Selon l'anthropologue Bronisław auteur des études de Malinowski sur les habitants de l'île de Trobriand, la proposition freudienne selon laquelle le développement psychosexuel (par exemple le complexe d'Œdipe) était universel est contestable. Il a rapporté que dans la société matriarcale insulaire du Trobriand, les garçons sont disciplinés par leurs oncles maternels, pas par leurs pères ; discipline impartiale et avunculaire. Dans Sex and Repression in Savage Society (1927), Malinowski rapporte que les garçons craignait les oncles et non leurs pères, de sorte que le pouvoir et non la jalousie sexuelle serait la source du conflit œdipien dans ces sociétés non occidentales. Dans Human Behavior in Global Perspective : an Introduction to Cross-Cultural Psychology (1999), Marshall H. Segall et coll. proposent que Freud fonde la théorie du développement psychosexuel sur une mauvaise interprétation. La recherche contemporaine confirme que bien que des traits de personnalité puissent être observés et associés à des supposés stades oral, anal, phallique, latent et génital, ils restent indéterminés en tant que stades fixes de l'enfance et non reliés à des traits de personnalité adultes dérivés de l'enfance.

#### Critiques du «phallocentrisme»
É. Roudinesco et M. Plon insistent sur les controverses auxquelles peuvent donner lieu « la thèse dite “phallocentrique” » de la théorie freudienne de la libido: Elle est à la source de « tous les débats ultérieurs sur la sexualité féminine, la différence des sexes, le gender (genre), de Melanie Klein à Jacques Lacan en passant par Karen Horney, Helene Deutsch, Simone de Beauvoir (1908-1986), les culturalistes et les féministes ».

### Receptions
La sexualité infantile telle qu'elle se théorise chez Freud à partir de 1905 dans les Trois essais est reçue et utilisée différemment par d'autres auteurs de renom.

#### Utilisation du concept freudien dans d'autres disciplines
La théorie freudienne de la sexualité est toujours enseignée en psychologie et en pédiatrie quand il est question de développement affectif de l'enfant.

#### Jung
Carl Gustav Jung qualifie la sexualité infantile élargie au sens freudien de  pansexualisme. Il la désapprouve et n'est pas d'accord non plus avec la théorie du complexe d'Œdipe; il est en désaccord complet avec Freud sur la théorie de la libido.

#### Eugen Bleuler: Autisme, l'autoérotismesans Éros

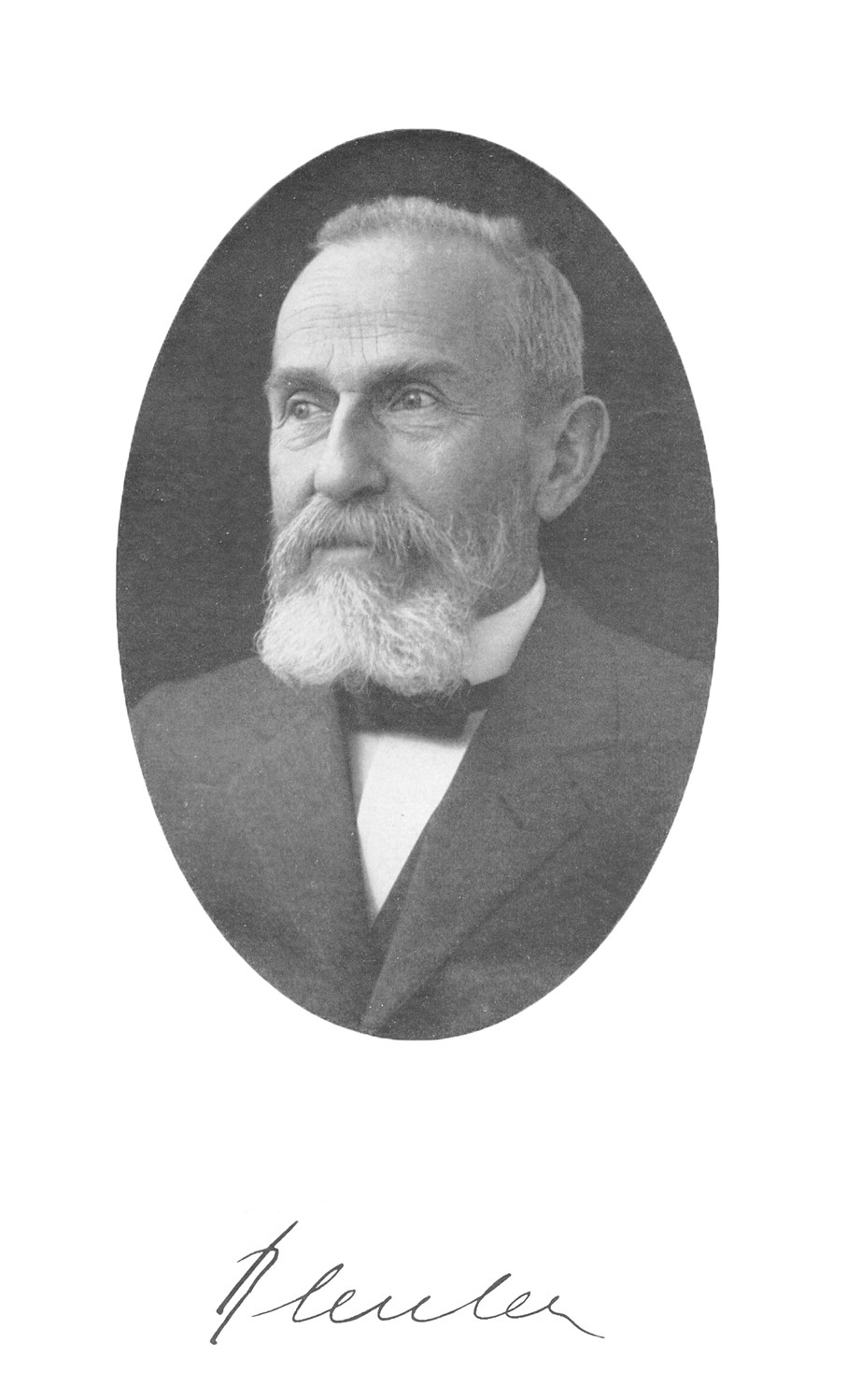
Eugen Bleuler.

Eugen Bleuler définit l’autisme en évitant sciemment le radical eros de l'autoérotisme. Tout en refusant la notion élargie de sexualité, il précise que l'autisme est à peu près la même chose que ce que Sigmund Freud appelle l'« auto-érotisme », mais il explique qu'il souhaite en supprimant le radical /éros/ se démarquer de la référence de Freud à une conception élargie de la sexualité qui risque de « donner lieu à de nombreuses méprises ».

De son côté Freud écrivait : « Il manque encore à Bleuler une définition claire de l'auto-érotisme et de ses effets psychologiques spécifiques. Il a cependant accepté la notion pour sa présentation de la démence précoce dans le manuel d'Aschaffenburg. Il ne veut toutefois pas dire auto-érotisme (pour des raisons connues), mais autisme ou ipsisme. Pour moi, je me suis déjà habitué à auto-érotisme. ». Cette remarque se situe en 1907, donc avant la publication en 1911 par Bleuler de l'ouvrage intitulé démence précoce ou groupe des schizophrénies qui marque l'apparition et de la notion de schizophrénie en plus de celle d'autisme.